# Осьякув
Осьякув (пол. Osjaków) — село в Польше. Административный центр гмины Осьякув Велюнского повета Лодзинского воеводства. Население — 1291 человек (2011).
В 1975—1998 годах село входило в состав Серадзского воеводства.

## Климат
Климат умеренный, мягкая зима и тёплое лето. Средняя температура в январе от −1 °C до −5 °C, в июле от +17 °C до +19 °C. Осадков 500—800 мм.

## Население
Демографическая структура по состоянию на 31 марта 2011 года:
|         | Всего | До трудоспособного возраста | Трудоспособного возраста | Старше трудоспособного возраста |
| ------- | ----- | --------------------------- | ------------------------ | ------------------------------- |
| Мужчины | 642   | 130                         | 455                      | 57                              |
| Женщины | 649   | 120                         | 393                      | 136                             |
| Всего   | 1291  | 250                         | 848                      | 193                             |